# Dziedzina Euklidesa
Dziedzina Euklidesa (albo pierścień Euklidesa, pierścień euklidesowy) – najbardziej ogólny typ pierścieni, w którym możliwe jest wyznaczenie największego wspólnego dzielnika za pomocą algorytmu Euklidesa.

## Definicja
Dziedzinę całkowitości {\displaystyle R} nazywa się dziedziną Euklidesa (albo pierścieniem Euklidesa, pierścieniem euklidesowym), jeżeli istnieje taka funkcja
{\displaystyle N\colon R\to \mathbb {N} }
(nazywana normą), że
- {\displaystyle N(0)=0,}
- dla dowolnych {\displaystyle a,b\in R,} gdzie {\displaystyle b\neq 0,} istnieją takie {\displaystyle q,r\in R,} że

{\displaystyle a=bq+r}
oraz zachodzi jeden z warunków: {\displaystyle r=0} lub {\displaystyle N(r)<N(b).}
Czasami dodatkowo przyjmuje się również, że:
- {\displaystyle N(a)\leqslant N(ab)} dla {\displaystyle a,b\in R,}

jednak nie jest to konieczne: każda dziedzina całkowitości {\displaystyle R,} która może być wyposażona w funkcję {\displaystyle M} spełniającą pierwsze dwa warunki, może być również wyposażona w funkcję {\displaystyle N} spełniającą również trzeci warunek. Istotnie, dla {\displaystyle a\neq 0} można zdefiniować {\displaystyle N(a)} wzorem
{\displaystyle N(a)=\min _{x\in R\setminus \{0\}}M(xa).}

## Własności
Każdy pierścień Euklidesa jest pierścieniem ideałów głównych.
Dowód. Każdy pierścień Euklidesa jest z definicji dziedziną całkowitości. Należy wykazać, że jeżeli {\displaystyle I} jest ideałem w pierścieniu Euklidesa {\displaystyle R,} to {\displaystyle I=bR} dla pewnego {\displaystyle b\in R.} Jeżeli {\displaystyle I=\{0\},} {\displaystyle I=0R.} Niech {\displaystyle b\in I,} {\displaystyle b\neq 0} w przypadku, gdy {\displaystyle I\neq \{0\}.} Bez straty ogólności, można przyjąć, że {\displaystyle N(b)} jest minimalne, tzn. {\displaystyle N(b)\leqslant N(a)} dla każdego niezerowego {\displaystyle a\in R.} Twierdzimy, że {\displaystyle I=bR.} Ponieważ {\displaystyle b\in I,} zachodzi inkluzja {\displaystyle bR\subseteq I,} należy zatem wykazać inkluzję przeciwną. Niech {\displaystyle a\in I.} Istnieją zatem takie {\displaystyle q,r\in R,} że {\displaystyle a=qb+r.} Ponieważ {\displaystyle N(b)} jest minimalne, {\displaystyle r=0,} czyli zachodzi równość {\displaystyle a=qb,} tj. {\displaystyle a\in bR,} co dowodzi inkluzji {\displaystyle I\subseteq bR.}
Istnieją pierścienie ideałów głównych, których nie da się wyposażyć w normę (tj. nie są pierścieniami euklidesowymi). Przykładem takiego pierścienia jest
{\displaystyle \mathbb {Z} \left[{\tfrac {1+{\sqrt {19}}\mathrm {i} }{2}}\right].}
Największy wspólny dzielnik dwóch niezerowych elementów pierścienia Euklidesa można odnaleźć przy pomocy algorytmu Euklidesa. Jeżeli {\displaystyle R} jest pierścieniem Euklidesa {\displaystyle a,b\in R\setminus \{0\},} to można utworzyć taki ciąg równości
{\displaystyle {\begin{cases}a=bq_{1}+r_{1}\\b=r_{1}q_{2}+r_{2}\\r_{1}=r_{2}q_{3}+r_{3}\\r_{2}=r_{3}q_{4}+r_{4}\\\dots \end{cases}},}
aby
{\displaystyle N(b)>N(r_{1})>N(r_{2})>\dots }
Ciąg taki (jako malejący ciąg liczb całkowitych dodatnich) musi być skończony, zatem dla pewnej liczby naturalnej {\displaystyle k} zachodzi równość {\displaystyle r_{k+1}=0.} Dla najmniejszego takiego {\displaystyle k} reszta {\displaystyle r_{k}} jest największym wspólnym dzielnikiem elementów {\displaystyle a,b\in R.} Zatem jeśli można wyznaczyć {\displaystyle q_{1},q_{2},\dots } i {\displaystyle r_{1},r_{2},\dots ,} to można wyznaczyć największy wspólny dzielnik {\displaystyle a} i {\displaystyle b.}

## Przykłady
Pierścieniami Euklidesa są:
- Pierścień liczb całkowitych z normą {\displaystyle N(x)=|x|,}
- Pierścień {\displaystyle \mathbb {Z} [{\text{i}}]} liczb całkowitych Gaussa wraz z normą {\displaystyle N(z)=a^{2}+b^{2},} gdzie {\displaystyle z=a+b{\text{i}},}
- Pierścień {\displaystyle \mathbb {Z} [e^{2\pi {\text{i}}/3}]} liczb całkowitych Eisensteina z normą {\displaystyle N(z)=a^{2}+b^{2}-ab,} gdzie {\displaystyle z=a+b\cdot e^{2\pi {\text{i}}/3},}
- Pierścień wielomianów {\displaystyle F[x]} nad dowolnym ciałem {\displaystyle F} wyposażony z normę {\displaystyle N(f)} = stopień wielomianu {\displaystyle f} jest pierścieniem Euklidesa. Dokładniej, własność ta charakteryzuje ciała pośród pierścieni, gdyż dla dowolnego pierścienia {\displaystyle R} następujące warunki są równoważne:
  - {\displaystyle R} jest ciałem,
  - Pierścień wielomianów {\displaystyle R[x]} jest pierścieniem Euklidesowym,
  - Pierścień wielomianów {\displaystyle R[x]} jest pierścieniem ideałów głównych.

- Niech {\displaystyle p} będzie liczbą pierwszą oraz niech {\displaystyle T_{p}} oznacza rodzinę liczb wymiernych postaci {\displaystyle m/n,} dla których {\displaystyle p} nie dzieli {\displaystyle n.} Rodzina {\displaystyle T_{p}} jest podpierścieniem ciała liczb wymiernych. Każdy element pierścienia {\displaystyle T_{p}} może być zapisany w postaci {\displaystyle p^{k}\ell /n,} gdzie {\displaystyle p} nie dzieli ani {\displaystyle \ell ,} ani {\displaystyle n.} Funkcja {\displaystyle N} dana wzorem {\displaystyle N(p^{k}\ell /n)=k} dla {\displaystyle p^{k}\ell /n\neq 0} jest normą, tzn. {\displaystyle T_{p}} jest pierścieniem Euklidesa.